# لاري سميث (لاعب كرة سلة)
لاري سميث (4 يونيو 1968 في الولايات المتحدة - ) (بالإنجليزية: Larry Smith)‏ هو لاعب كرة سلة أمريكي في مركز هجوم خلفي. لعب مع إلينوي فايتينغ إليني ‏.

## وصلات خارجية
- لاري سميث على موقع كلية كرة السلة في سبورتس رفرنس.كوم (الإنجليزية)